# Terméskő
A terméskő nyers, faragatlan, csiszolatlan kő, melyet építkezésre, burkolásra, vastag falak hézagainak feltöltésére használnak.
A legegyszerűbb, legolcsóbb kőépítmények alkotórészeit természetes állapotban, esetleg minimálisan megmunkálva építik be. A terméskő falak jellemzően nagy vastagságúak. A köveket általában habarccsal rögzítik, esetleg ragasztóanyag nélkül rakják egymásra.

## Képgaléria

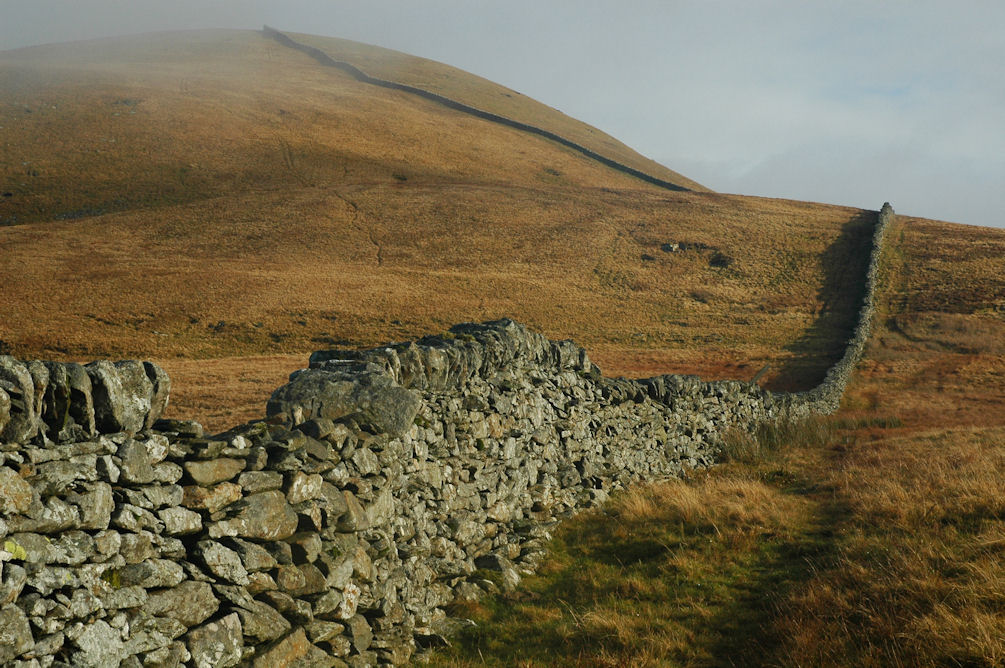
Habarcs nélkül, terméskőből rakott kerítés
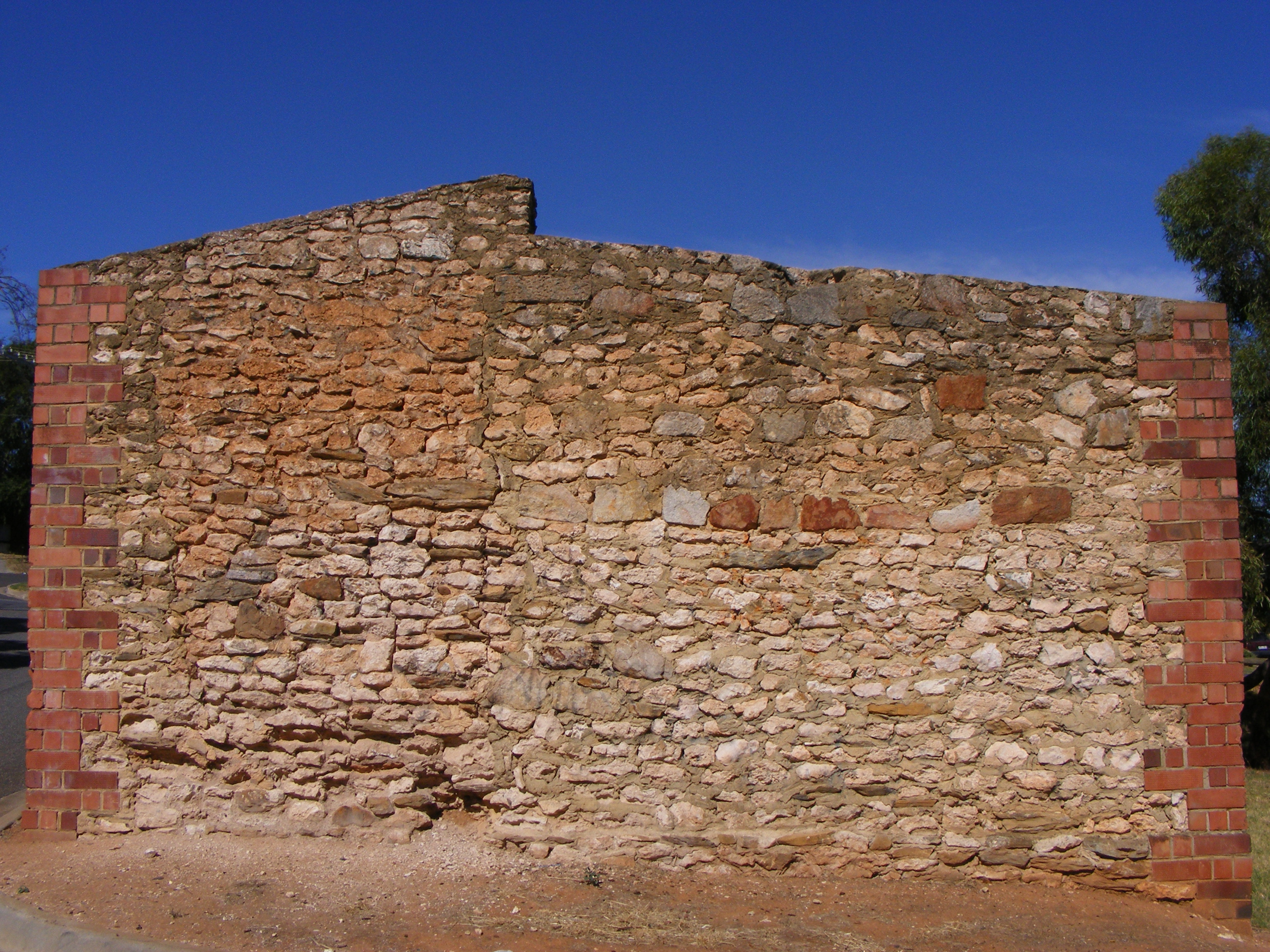
Terméskőből (a széleken téglából) épített fal
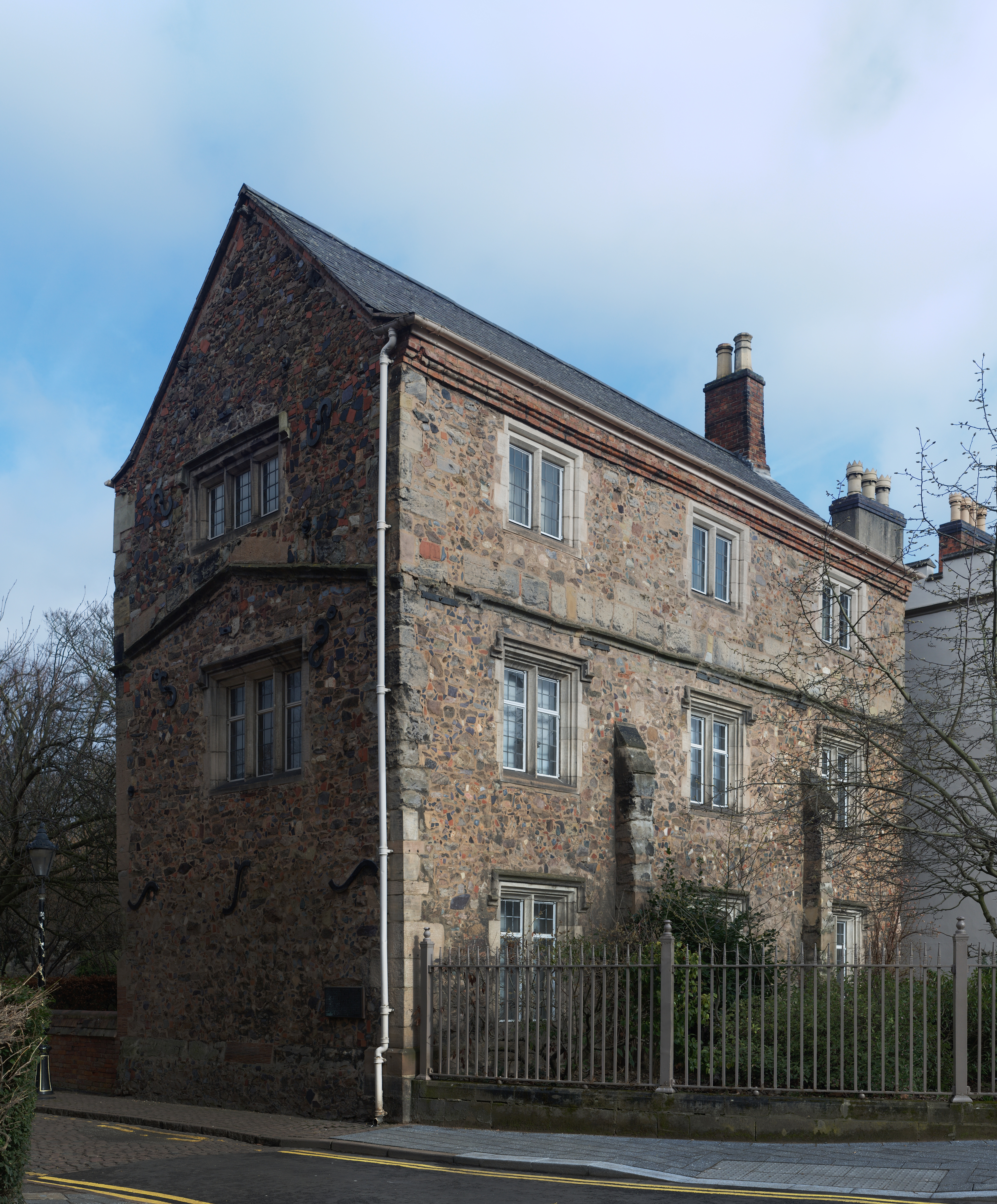
Terméskő épület
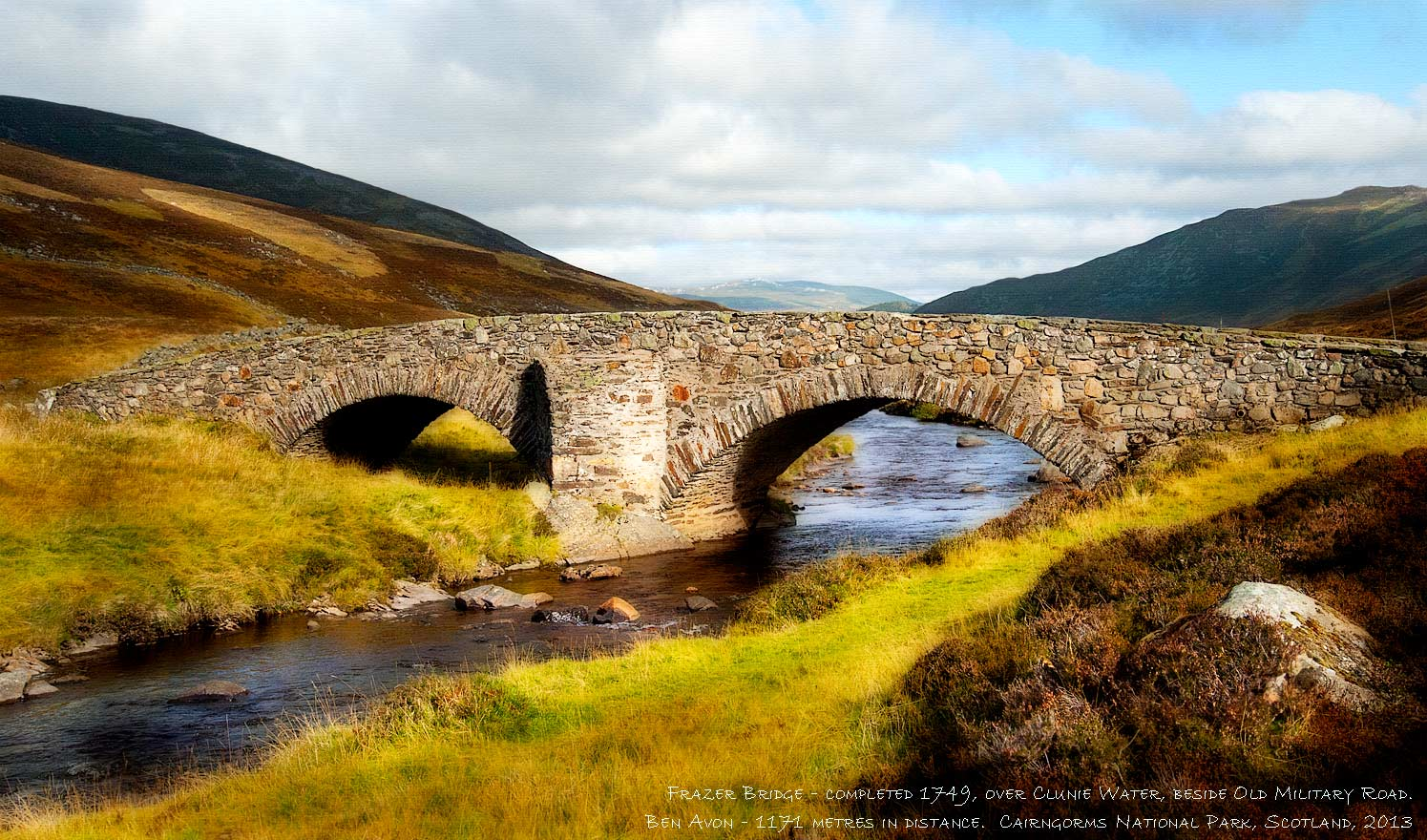
Terméskő híd